# Atletica leggera ai Giochi della XXIII Olimpiade - 800 metri piani femminili
Gli 800 metri piani hanno fatto parte del programma femminile di atletica leggera ai Giochi della XXIII Olimpiade. La competizione si è svolta nei giorni 3-6 agosto 1984 al «Memorial Coliseum» di Los Angeles.

## Assenti a causa del boicottaggio
Nota: le prestazioni, ove non indicato, sono state ottenute nell'anno olimpico.
| Primatista mondiale Campionessa mondiale | 1'53"28 | 1983      | Jarmila Kratochvílová |
| Primatista stagionale                    | 1'55"69 | 22 giugno | Irina Pod"jalovskaja  |
| Campionessa olimpica                     | 1'56"09 | 22 giugno | Nadežda Olizarenko    |
| Terza prestazione stag.le                | 1'56"26 | 19 luglio | Lyubov Gurina         |

## La gara
Assenti le atlete dell'Est, i favori del pronostico vanno alle rumene.

Doina Melinte risparmia le energie nei turni eliminatori e domina la finale con un volatone con cui stacca la seconda, l'americana Gallagher, di un secondo. Gabriella Dorio fa gara con le prime, ma giunge quarta, come a Mosca (ma sui 1500).

## Risultati

### Turni eliminatori
| 4 Batterie   | 3 agosto | 25 partenti   | Si qualificano le prime 4. |
| 2 Semifinali | 4 agosto | 8 + 8         | Si qualificano le prime 4. |
| Finale       | 6 agosto | 8 concorrenti |                            |

### Finale
| Pos | Paese       | Atleta        | Tempo       |
| --- | ----------- | ------------- | ----------- |
|     | Romania     | Doina Melinte | 1'57”60 min |
|     | Stati Uniti | Kim Gallagher | 1'58”63 min |
|     | Romania     | Fita Lovin    | 1'58”83 min |